# مارك جونز (لاعب دارت)
مارك جونز (بالإنجليزية: Mark Jones)‏ هو لاعب دارت بريطاني، ولد في 21 أبريل 1970 في Brierley Hill ‏ في المملكة المتحدة.

## وصلات خارجية
- مارك جونز على موقع DartsDatabase.co.uk (الإنجليزية)